# Week-end di terrore
Week-end di terrore (Friday the 13th Part III) è un film horror del 1982 diretto da Steve Miner.
Terzo titolo della saga cinematografica slasher di Venerdì 13, il film è noto nell'ambito del cinema horror, poiché per la prima volta Jason Voorhees indossa la iconica maschera da hockey.
Il film fu realizzato in 3D ma questa versione è disponibile soltanto in Giappone. Questo è l'unico film dove non viene pronunciato il nome di Jason (escludendo i pezzi tratti dal secondo capitolo della saga).
L'edizione home video è stata distribuita con il titolo Venerdì 13 parte III - Week-end di terrore.

## Trama
Ore dopo il film precedente, Jason Voorhees ripresosi dallo scontro avuto con Ginny Field e il suo ragazzo Paul, uccide Harold ed Edna, i proprietari di un negozio ai pressi del lago, rubando nuovi vestiti, per poi recarsi verso la fattoria locale di Higgin's Haven.
Il giorno dopo, la giovane Chris Higgins e il suo gruppo di amici, composto dal suo fidanzato Rick, l'incinta Debbie e il suo compagno Andy, il buffone Shelley, l'altezzosa Vera (che è anche l'appuntamento al buio di Shelley) e i due hippie Chuck e Chili, vanno a passare un week-end in tranquillità alla fattoria della ragazza. Quando Shelley e Vera si dirigono in un supermarket per fare compere entrano però in conflitto con un trio di motociclisti, Ali, Paco e Fox. I motociclisti, così, li inseguono fino alla fattoria con l'intenzione di vendicarsi rubando la benzina dal furgoncino dei ragazzi e usarla per dare fuoco al fienile. Tuttavia, uno ad uno, i tre teppisti muoiono per mano di Jason, uccidendoli con un forcone.
Col calare della sera, Jason ne approfitta per uccidere Shelley, coprendosi il volto con la maschera da Hockey che quest'ultimo aveva utilizzato per uno scherzo a Vera, per poi uccidere anche quest'ultima con un colpo d'arpione all'occhio sinistro. Armato di machete, l'assassino entra nell'abitazione uccidendo prima Andy, tagliandolo a metà, e infine Debbie, infilzandola sull'amaca in cui era sdraiata facendo morire anche il bambino in grembo. Jason taglia poi la corrente della fattoria per avvicinare, Chuck, che folgora a morte afferrandolo e lanciandolo contro il generatore elettrico, poi uccide Chili, trafiggendola con un attizzatoio da camino rovente.
Intanto, Chris e Rick, che si erano allontanati prima che iniziassero gli omicidi, si mettono a parlare di quando lei, due anni prima, venne attaccata da un uomo deforme, a cui però Chris riuscì a scappare anche se non ricorda come (come Alice Hardy) ed è tornata alla fattoria per superare questa sciocca paura. Quando i due ragazzi tornano alla fattoria, Jason uccide Rick schiacciandogli il cranio con le sue mani e poi inizia a inseguire Chris all'interno della casa, ma lei riesce a stordire brevemente il killer gettandogli addosso una libreria per poi nascondersi nell'armadio. Lì la ragazza trova il cadavere di Debbie e viene scoperta, riesce ad uscire di casa ma non riuscendo a partire col furgone a secco, si nasconde nel fienile. Chris riesce a impiccare Jason e crede che sia morto, sbagliandosi. Jason, per liberarsi, è costretto a togliersi temporaneamente la maschera mostrando la faccia a Chris, che lo riconosce come l'uomo che l'assalì qualche anno prima. La ragazza, a questo punto, approfittando di una distrazione causata da un redivivo Ali, che Jason procede a ucciderlo con una mannaia, si arma di accetta e, appena Jason si volta, la conficca nel cranio dell'assassino, che cade a terra inerme.
Nel finale, Chris troppo stanca, dorme in mezzo al lago su una canoa. Prima di svegliarsi, la ragazza fa un incubo dove viene quasi presa da Jason (senza maschera e ferito dal colpo precedente), che scompare, e poi viene presa dal cadavere di Pamela Voorhees che la porta sul fondo del lago con sé. Chris si sveglia e viene salvata da alcuni poliziotti, mentre Jason, apparentemente morto, è ancora a terra nel fienile.

### Versioni alternative
- Un finale alternativo vedeva Jason decapitare Chris. Sembra, comunque, prima di scoprirsi un altro sogno, questa scena è però inclusa nella versione romanzata.
- Un altro finale alternativo vedeva Ali sopravvivere: Chris apre la porta per trovare Jason, ma viene spaventata da Ali. Entrambi scappano. Poco dopo arrivano i paramedici ma non trovano il corpo di Jason.
- Le seguenti scene furono tagliate perché considerate non necessarie:
  - La scena della morte di Andy mostrava la sua gamba destra e lo stomaco che venivano asportati.
  - La morte di Vera era più lunga, includeva più sangue e una sua reazione. Venne tolta perché considerata troppo realistica.
  - La morte di Edna fu tagliata perché conteneva troppo sangue.
  - L'impalamento di Chili fu tagliato. Nella prima versione veniva fatto vedere insieme ad uno spruzzo di sangue.
  - La morte di Debbie mostrava un getto di sangue attraverso la sua metà superiore.

### Curiosità
- In questo film il nome di Jason non viene mai pronunciato (senza contare una scena all'inizio del secondo film).

## Distribuzione
Il film è uscito nelle sale statunitensi venerdì 13 agosto 1982.
In Italia è stato distribuito in un secondo momento con il titolo Venerdì 13 parte III - Weekend di terrore, al fine di rendere più chiara l'appartenenza del film all'intera saga. 
Il film è uscito nel 2009 in home video distribuito dalla Paramount.

## Colonna sonora
Nel 1983 fu pubblicato dalla Gramavision Records un disco in vinile con la colonna sonora. Il disco conteneva varie musiche provenienti dai primi tre film della serie.

## Accoglienza

### Incassi
Il film incassò in totale 36,2 milioni di dollari, a fronte di un budget di 4 milioni.

### Critica
Come i capitoli precedenti, il film fu stroncato dalla critica. Sul sito aggregatore Rotten Tomatoes ottiene il 12% delle recensioni professionali positive, con un voto medio di 3.6 su 10 basato su 26 critiche.